# 余靖 (美國作家)
余靖（英語：Gene Yu，1979年10月26日—），臺裔美國作家、前美國陸軍特種部隊上尉。余靖是馬英九的外甥，畢業自西點軍校，余靖與菲律賓阿布沙耶夫武裝分子在談判中讓他們釋放了臺灣公民張安薇（英語：Evelyn Chang）。